# Экерт, Карл Антон
Карл Антон Флориан Экерт (нем. Karl Anton Florian Eckert; 17 декабря 1820, Берлин — 14 октября 1879, Берлин) — немецкий дирижёр и композитор.

## Биография
Родился в семье вахмистра. Уже в возрасте пяти лет зарекомендовал себя как музыкальный вундеркинд. Рано нашёл покровителей, давших ему возможность учиться с 1832 года в Берлинской музыкальной академии. Учился у Карла Вильгельма Грейлиха (фортепиано) и Хуберта Риса (скрипка), композицию изучал под руководством Карла Фридриха Цельтера и Карла Фридриха Рунгенхагена. Свой дебютный фортепианный концерт дал осенью того же года.
Уже 1830 году Экерт написал оперу «Рыбацкая дева» (нем. Das Fischermädchen), а в 1833 году — ораторию «Руфь», премьерой которой сам продирижировал в Берлинской певческой академии.
В 1840-е годы долго жил в Риме, входя в обосновавшийся там кружок немецких и французских музыкантов (наряду с Теодором Гуви, Эдуардом Франком и др.). Позже был назначен капельмейстером в Берлинской опере, где оставался до весны 1848 года. После революции 1848 года, покинул Берлин и отправился в Амстердам, а затем Брюссель.
После продолжительных путешествий, во время которых продолжал совершенствовать своё мастерство, в 1851 году стал аккомпаниатором Итальянской оперы в Париже. Познакомившись здесь с певицей Генриеттой Зонтаг, сопровождал её как аккомпаниатор в ходе длительных и успешных гастролей в США. С 1853 года был капельмейстером придворной оперы и филармонического оркестра в Вене, в 1860—1867 гг. — в Штутгарте, с 1869 вернулся на родину и служил в Берлинской опере.
Пребывание Экерта на посту руководителя стало важной вехой в истории Венского филармонического оркестра. Здесь 15 января 1860 года, он провёл первый из четырёх абонементных концертов. С этого момента началась история регулярных «Филармонических концертов» в Вене.
Среди сочинений Экерта — оперы «Кетхен из Нюрнберга» (нем. Das Käthchen von Nürnberg), «Лаборант с Исполиновых гор» (нем. Der Laborant von Riesengebirge), «Шарлатан» (нем. Scharlatan), «Вильгельм Оранский», оратории (за «Руфью» последовала «Юдифь»), камерные произведения, церковная музыка Долгосрочный успех имели только несколько романсов.
В 1875 году именем Экерта была названа улица в Вене (нем. Eckertgasse).